# New Faces at Newport
New Faces at Newport è un album live di Randy Weston e Lem Winchester, pubblicato nel 1958 dalla MetroJazz Records.
Il disco fu registrato durante il "Newport Jazz Festival 1958" nel Luglio 1958 a Newport, Rhode Island (Stati Uniti).

## Tracce
Lato A
1. Announcement by Allan Morrison
2. Hi-Fly (Randy Weston) – Randy Weston Trio
3. Excerpt from Bantu Suite (Randy Weston) – Randy Weston Trio
4. Beef Blues Stew (Randy Weston) – Randy Weston Trio

Lato B
1. Machine Blues (Randy Weston) – Randy Weston Trio
2. Now's the Time (Charlie Parker) – Lem Winchester Quartet
3. Polka Dots and Moonbeams (Burke, Van Heusen) – Lem Winchester Quartet
4. Take the 'A' Train (Billy Strayhorn) – Lem Winchester Quartet

CD pubblicato nel 2012 dalla Fresh Sound Records
Lem Winchester - New Faces at Newport / A Tribute to Clifford Brown
1. Presentation
2. Now's the Time
3. Polka Dots and Moonbeams
4. Take the 'A' Train
5. Joy Spring
6. Where It Is
7. Sandu
8. Once in a While
9. Jordu
10. It Could Happen to You
11. Easy to Love
12. Message from Boysie

## Musicisti
Nei brani A2, A3, A4 & B1
- Randy Weston - pianoforte
- George Joyner - contrabbasso
- G.T. Hogan - batteria

Nei brani B2, B3 & B4 e CD (brani registrati il 6 luglio 1958)
- Lem Winchester - vibrafono
- Ray Santisi - pianoforte
- John Neves - contrabbasso
- Jimmy Zitano - batteria